# Karl Georg Friedrich Rudolf Leuckart
Pour les articles homonymes, voir Leuckart.
Karl Georg Friedrich Rudolf Leuckart est un  zoologiste allemand, né le 7 octobre 1822 à Helmstedt et mort le 6 février 1898 à Leipzig. Son œuvre peut être considérée comme pionnière en parasitologie et en écologie animale.

## Biographie
Il fait ses études à l’université de Göttingen. Il travaille à l’université de Giessen (1850), puis à celle de Leipzig (1870). Il commence son activité de zoologiste lors d'une expédition scientifique en mer du Nord qui étudie les invertébrés marins.  Il décrit minutieusement les détails morphologiques de nombreuses espèces. Ces descriptions l'autorisent à affirmer que  l'évolution peut être retrouvée grâce aux changements structurels.
Il est fait membre de la Royal Society en 1877.
Rudolf Leuckart est notamment l’auteur de Die Parasiten des Menschen (deux volumes, 1862 et 1876). Il fait également paraître de nombreux articles sur la morphologie et la biologie du tænia chez l’être humain et le chien. Il est le premier à démontrer que certaines maladies humaines sont causées par des organismes multicellulaires. En parasitologie, les travaux de Leuckart les plus connus portent principalement sur les ténias et la trichinose. Il décrit avec son collègue Friedrich Albert von Zenker (1825-1898) avec précision le cycle de vie Trichinella spiralis après que Joseph Leidy (1823-1891) l'ait découvert comme agent parasite du porc. Ce travail a permis en Empire allemand à Rudolph Ludwig Karl Virchow (1821-1902) d'édicter les premières mesures de sécurité sur la viande de porc.
Il décrit également la structure des éponges et les classe dans les cœlentérés qu’il sépare des échinodermes.
Rudolf Leuckart a eu, entre autres, comme élèves :
- Jesse Walter Fewkes (1850-1930)
- Edward Gardiner (1854-1907)
- Edward Laurens Mark (en) (1847-1946)
- William Patten (en) (1861-1932)
- Louis Murbach (1864-?)
- Charles Manning Child (en)(1869-1954)
- Theophil Studer (1845-1922)
- Charles Otis Whitman (1842-1910)